# رن لی
رن لی (انگلیسی: Ren Lei؛ زادهٔ ۲۲ ژانویهٔ ۱۹۸۲) بازیکن بسکتبال اهل چین بود. وی در بازی‌های المپیک تابستانی ۲۰۰۴ شرکت کرده‌است.